# Ameni Kemau piramisa
Ameni Kemau piramisa az ókori egyiptomi XIII. dinasztia elejének egyik uralkodója, Ameni Kemau nyughelye. Dahsúr déli részén található; i. e. 1790 körül épült. Talaj feletti részét teljesen széthordták, alépítményei azonban erősen károsodott állapotban bár, de fennmaradtak. A piramist Charles Arthur Musès fedezte fel 1957-ben, és ő is tárta fel 1968-ban. A piramis eredetileg 35 méter magas volt, alapjának oldalhossza 52 m. A sírkamra egyetlen hatalmas kvarcittömbből állt, hasonlóan III. Amenemhat piramisához, ebbe vésték a mélyedést a szarkofág és a kanópuszedények számára.

## Felfedezése és feltárása
Ameni Kemau piramisának legkorábbi említése Al-Makrizi középkori arab történész Egyiptom földrajza és történelme című könyvében fordul elő, a dahsúri piramisok leírásánál. A piramist 1957-ben Charles Arthur Musès csapata fedezte fel újra. 1968-ban Vito Maragioglio és Celeste Rinaldi építészeti szempontból vizsgálták meg a piramist. A király temetkezési kellékeinek maradványait Nabil Swelim és Aidan Dodson publikálta 1998-ban.